# Rekordy świata w pływaniu
Rekordy świata w pływaniu to najlepsze czasy uzyskane na długim (50-metrowym) i krótkim basenie (25-metrowym) i są one zatwierdzane przez Światową Federację Pływacką (FINA). Rekordy świata można ustanowić w następujących konkurencjach męskich i kobiecych i w sztafetach mieszanych, gdzie płynie dwóch mężczyzn i dwie kobiety:
- Styl dowolny: 50 m, 100 m, 200 m, 400 m, 800 m, 1500 m
- Styl grzbietowy: 50 m, 100 m, 200 m
- Styl klasyczny: 50 m, 100 m, 200 m
- Styl motylkowy: 50 m, 100 m, 200 m
- Styl zmienny: 100 m (tylko na krótkim basenie), 200 m, 400 m
- Sztafety: 4 × 50 m stylem dowolnym (tylko na krótkim basenie), 4 × 50 m stylem zmiennym (tylko na krótkim basenie), 4 × 100 m stylem zmiennym
- Sztafety mieszane: 4 × 50 m stylem dowolnym (tylko na krótkim basenie), 4 × 100 m stylem dowolnym (tylko na długim basenie), 4 × 50 m stylem zmiennym (tylko na krótkim basenie), 4 × 100 m stylem zmiennym (tylko na długim basenie)

Pobicie rekordu świata w konkurencji indywidualnej jest możliwe także na pierwszej zmianie sztafety, pod warunkiem, że nie jest to sztafeta mieszana.
Najwięcej rekordów świata wśród kobiet posiada Australijka Mollie O’Callaghan (sześć, wszystkie w sztafetach), a wśród mężczyzn Amerykanin Caeleb Dressel (sześć, w tym cztery indywidualne).

## Basen 50 m
Wszystkie rekordy zostały ustanowione w finałach, chyba że zaznaczono inaczej.

### Mężczyźni
Źródło:.
| Konkurencja               | Czas     |    | Zawodnik                                                                                      | Państwo           | Data             | Zawody               | Miejsce   | Źródło        |
| ------------------------- | -------- | -- | --------------------------------------------------------------------------------------------- | ----------------- | ---------------- | -------------------- | --------- | ------------- |
| 50 m stylem dowolnym      | 20,91    |    | César Cielo                                                                                   | Brazylia          | 18 grudnia 2009  | Mistrzostwa Brazylii | São Paulo | [ 3 ]         |
| 100 m stylem dowolnym     | 46,40    |    | Pan Zhanle                                                                                    | Chiny             | 31 lipca 2024    | Igrzyska olimpijskie | Paryż     | [ 4 ] [ 5 ]   |
| 200 m stylem dowolnym     | 1:42,00  |    | Paul Biedermann                                                                               | Niemcy            | 28 lipca 2009    | Mistrzostwa świata   | Rzym      | [ 6 ]         |
| 400 m stylem dowolnym     | 3:40,07  |    | Paul Biedermann                                                                               | Niemcy            | 26 lipca 2009    | Mistrzostwa świata   | Rzym      | [ 7 ]         |
| 800 m stylem dowolnym     | 7:32,12  |    | Zhang Lin                                                                                     | Chiny             | 29 lipca 2009    | Mistrzostwa świata   | Rzym      | [ 8 ]         |
| 1500 m stylem dowolnym    | 14:30,67 |    | Robert Finke                                                                                  | Stany Zjednoczone | 4 sierpnia 2024  | Igrzyska olimpijskie | Paryż     | [ 9 ]         |
| 50 m stylem grzbietowym   | 23,55    | pf | Klimient Kolesnikow                                                                           | Rosja             | 27 lipca 2023    | Puchar Rosji         | Kazań     | [ 10 ] [ 11 ] |
| 100 m stylem grzbietowym  | 51,60    |    | Thomas Ceccon                                                                                 | Włochy            | 20 czerwca 2022  | Mistrzostwa świata   | Budapeszt | [ 12 ]        |
| 200 m stylem grzbietowym  | 1:51,92  |    | Aaron Peirsol                                                                                 | Stany Zjednoczone | 31 lipca 2009    | Mistrzostwa świata   | Rzym      | [ 13 ]        |
| 50 m stylem klasycznym    | 25,95    | pf | Adam Peaty                                                                                    | Wielka Brytania   | 25 lipca 2017    | Mistrzostwa świata   | Budapeszt | [ 14 ]        |
| 100 m stylem klasycznym   | 56,88    | pf | Adam Peaty                                                                                    | Wielka Brytania   | 21 lipca 2019    | Mistrzostwa świata   | Gwangju   | [ 15 ]        |
| 200 m stylem klasycznym   | 2:05,48  |    | Qin Haiyang                                                                                   | Chiny             | 28 lipca 2023    | Mistrzostwa świata   | Fukuoka   | [ 16 ] [ 17 ] |
| 50 m stylem motylkowym    | 22,27    |    | Andrij Howorow                                                                                | Ukraina           | 1 lipca 2018     | Sette Colli          | Rzym      | [ 18 ]        |
| 100 m stylem motylkowym   | 49,45    |    | Caeleb Dressel                                                                                | Stany Zjednoczone | 31 lipca 2021    | Igrzyska olimpijskie | Tokio     | [ 19 ]        |
| 200 m stylem motylkowym   | 1:50,34  |    | Kristóf Milák                                                                                 | Węgry             | 21 czerwca 2022  | Mistrzostwa świata   | Budapeszt | [ 20 ]        |
| 200 m stylem zmiennym     | 1:52,69  | pf | Léon Marchand                                                                                 | Francja           | 30 lipca 2025    | Mistrzostwa świata   | Singapore | [ 21 ]        |
| 400 m stylem zmiennym     | 4:02,50  |    | Léon Marchand                                                                                 | Francja           | 23 lipca 2023    | Mistrzostwa świata   | Fukuoka   | [ 22 ]        |
| 4 × 100 m stylem dowolnym | 3:08,24  |    | Michael Phelps (47,51) Garrett Weber-Gale (47,02) Cullen Jones (47,65) Jason Lezak (46,06)    | Stany Zjednoczone | 11 sierpnia 2008 | Igrzyska olimpijskie | Pekin     | [ 23 ]        |
| 4 × 200 m stylem dowolnym | 6:58,55  |    | Michael Phelps (1:44,49) Ricky Berens (1:44,13) David Walters (1:45,47) Ryan Lochte (1:44,46) | Stany Zjednoczone | 31 lipca 2009    | Mistrzostwa świata   | Rzym      | [ 24 ]        |
| 4 × 100 m stylem zmiennym | 3:26,78  |    | Ryan Murphy (52,31) Michael Andrew (58,49) Caeleb Dressel (49,03) Zach Apple (46,95)          | Stany Zjednoczone | 1 sierpnia 2021  | Igrzyska olimpijskie | Tokio     | [ 25 ]        |

Legenda: e – rekord ustanowiony w eliminacjach, pf – rekord ustanowiony w półfinałach, sz – rekord ustanowiony na pierwszej zmianie sztafety

### Kobiety
Źródło:.
| Konkurencja               | Czas     |    | Zawodniczka                                                                                             | Państwo           | Data                 | Zawody                              | Miejsce         | Źródło               |
| ------------------------- | -------- | -- | --- | ----------------- | -------------------- | ----------------------------------- | --------------- | -------------------- |
| 50 m stylem dowolnym      | 23,61    | pf | Sarah Sjöström                                                                                          | Szwecja           | 29 lipca 2023        | Mistrzostwa świata                  | Fukuoka         | [ 27 ]               |
| 100 m stylem dowolnym     | 51,71    | sz | Sarah Sjöström                                                                                          | Szwecja           | 23 lipca 2017        | Mistrzostwa świata                  | Budapeszt       | [ 28 ]               |
| 200 m stylem dowolnym     | 1:52,23  |    | Ariarne Titmus                                                                                          | Australia         | 12 czerwca 2024      | Kwalifikacje olimpijskie            | Brisbane        | [ 29 ]               |
| 400 m stylem dowolnym     | 3:54,18  |    | Summer McIntosh                                                                                         | Kanada            | 7 czerwca 2025       | Kwalifikacje                        | Victoria        |                      |
| 800 m stylem dowolnym     | 8:04,12  |    | Katie Ledecky                                                                                           | Stany Zjednoczone | 3 maja 2025          | TYR Pro Swim Series                 | Fort Lauderdale |                      |
| 1500 m stylem dowolnym    | 15:20,48 |    | Katie Ledecky                                                                                           | Stany Zjednoczone | 16 maja 2018         | TYR Pro Swim Series                 | Indianapolis    | [ 32 ]               |
| 50 m stylem grzbietowym   | 26,86    |    | Kaylee McKeown                                                                                          | Australia         | 20 października 2023 | Puchar Świata w pływaniu            | Budapeszt       | [ 33 ]               |
| 100 m stylem grzbietowym  | 57,13    |    | Regan Smith                                                                                             | Stany Zjednoczone | 18 czerwca 2024      | Kwalifikacje olimpijskie            | Indianapolis    | [ 34 ] [ 35 ]        |
| 200 m stylem grzbietowym  | 2:03,14  |    | Kaylee McKeown                                                                                          | Australia         | 10 marca 2023        | Mistrzostwa Nowej Południowej Walii | Sydney          | [ 36 ] [ 37 ]        |
| 50 m stylem klasycznym    | 29,16    |    | Rūta Meilutytė                                                                                          | Litwa             | 30 lipca 2023        | Mistrzostwa świata                  | Fukuoka         | [ 38 ]               |
| 100 m stylem klasycznym   | 1:04,13  |    | Lilly King                                                                                              | Stany Zjednoczone | 25 lipca 2017        | Mistrzostwa świata                  | Budapeszt       | [ 39 ]               |
| 200 m stylem klasycznym   | 2:17,55  |    | Jewgienija Czikunowa                                                                                    | Rosja             | 21 kwietnia 2023     | Mistrzostwa Rosji                   | Kazań           | [ 40 ] [ 41 ] [ 42 ] |
| 50 m stylem motylkowym    | 24,43    |    | Sarah Sjöström                                                                                          | Szwecja           | 5 lipca 2014         | Mistrzostwa Szwecji                 | Borås           | [ 43 ]               |
| 100 m stylem motylkowym   | 54,60    |    | Gretchen Walsh                                                                                          | Stany Zjednoczone | 3 maja 2025          | TYR Pro Swim Series                 | Fort Lauderdale |                      |
| 200 m stylem motylkowym   | 2:01,81  |    | Liu Zige                                                                                                | Chiny             | 21 października 2009 | Mistrzostwa Chin                    | Jinan           | [ 45 ]               |
| 200 m stylem zmiennym     | 2:05,70  |    | Summer McIntosh                                                                                         | Kanada            | 9 czerwca 2025       | Kwalifikacje                        | Victoria        |                      |
| 400 m stylem zmiennym     | 4:23,65  |    | Summer McIntosh                                                                                         | Kanada            | 11 czerwca 2025      | Kwalifikacje                        | Victoria        |                      |
| 4 × 100 m stylem dowolnym | 3:27,96  |    | Mollie O’Callaghan (52,04) Shayna Jack (51,69) Meg Harris (52,29) Emma McKeon (51,90)                   | Australia         | 23 lipca 2023        | Mistrzostwa świata                  | Fukuoka         | [ 48 ]               |
| 4 × 200 m stylem dowolnym | 7:37,50  |    | Mollie O’Callaghan (1:53,66) Shayna Jack (1:55,63) Brianna Throssell (1:55,80) Ariarne Titmus (1:52,41) | Australia         | 27 lipca 2023        | Mistrzostwa świata                  | Fukuoka         | [ 49 ] [ 50 ]        |
| 4 × 100 m stylem zmiennym | 3:49,34  |    | Regan Smith (57.57) Kate Douglass (1:04.27) Gretchen Walsh (54.98) Torri Huske (52.52)                  | Stany Zjednoczone | 3 sierpnia 2025      | Mistrzostwa świata                  | Singapore       |                      |

Legenda: e – rekord ustanowiony w eliminacjach, pf – rekord ustanowiony w półfinałach, sz – rekord ustanowiony na pierwszej zmianie sztafety, # – rekord oczekujący na ratyfikację

### Sztafety mieszane
Źródło:.
| Konkurencja               | Czas    |  | Zawodnicy                                                                           | Państwo           | Data            | Zawody               | Miejsce   | Źródło        |
| ------------------------- | ------- |  | ----------------------------------------------------------------------------------- | ----------------- | --------------- | -------------------- | --------- | ------------- |
| 4 × 100 m stylem dowolnym | 3:18,48 |  | Jack Alexy (46.91) Patrick Sammon (46.70) Kate Douglass (52.43) Torri Huske (52.44) | Stany Zjednoczone | 2 sierpnia 2025 | Mistrzostwa świata   | Singapore |               |
| 4 × 100 m stylem zmiennym | 3:37,43 |  | Ryan Murphy (52,08) Nic Fink (58,29) Gretchen Walsh (55,18) Torri Huske (51,88)     | Stany Zjednoczone | 3 sierpnia 2024 | Igrzyska olimpijskie | Paryż     | [ 54 ] [ 55 ] |

Legenda: e – rekord ustanowiony w eliminacjach

## Basen 25 m
Wszystkie rekordy zostały ustanowione w finałach, chyba że zaznaczono inaczej.

### Mężczyźni
Źródło.
| Konkurencja               | Czas     |    | Zawodnik                                                                                        | Państwo           | Data                 | Zawody                        | Miejsce   | Źródło        |
| ------------------------- | -------- | -- | ----------------------------------------------------------------------------------------------- | ----------------- | -------------------- | ----------------------------- | --------- | ------------- |
| 50 m stylem dowolnym      | 19,90    | pf | Jordan Crooks                                                                                   | Kajmany (wyspy)   | 14 grudnia 2024      | Mistrzostwa świata            | Budapeszt | [ 57 ] [ 58 ] |
| 100 m stylem dowolnym     | 44,84    |    | Kyle Chalmers                                                                                   | Australia         | 29 października 2021 | Puchar Świata                 | Kazań     | [ 59 ]        |
| 200 m stylem dowolnym     | 1:38,61  |    | Luke Hobson                                                                                     | Stany Zjednoczone | 14 grudnia 2024      | Mistrzostwa świata            | Budapeszt | [ 60 ]        |
| 400 m stylem dowolnym     | 3:32,25  |    | Yannick Agnel                                                                                   | Francja           | 15 listopada 2012    | Mistrzostwa Francji           | Angers    | [ 61 ]        |
| 800 m stylem dowolnym     | 7:20,46  |    | Daniel Wiffen                                                                                   | Irlandia          | 10 grudnia 2023      | Mistrzostwa Europy            | Otopeni   | [ 62 ]        |
| 1500 m stylem dowolnym    | 14:06,88 |    | Florian Wellbrock                                                                               | Niemcy            | 21 grudnia 2021      | Mistrzostwa świata            | Abu Zabi  | [ 63 ]        |
| 50 m stylem grzbietowym   | 22,11    |    | Klimient Kolesnikow                                                                             | Rosja             | 23 listopada 2022    | Mistrzostwa Rosji             | Kazań     | [ 64 ] [ 65 ] |
| 100 m stylem grzbietowym  | 48,33    |    | Coleman Stewart                                                                                 | Stany Zjednoczone | 29 sierpnia 2021     | International Swimming League | Neapol    | [ 66 ]        |
| 200 m stylem grzbietowym  | 1:45,63  |    | Mitch Larkin                                                                                    | Australia         | 27 listopada 2015    | Mistrzostwa Australii         | Sydney    | [ 67 ]        |
| 50 m stylem klasycznym    | 24,95    |    | Emre Sakçı                                                                                      | Turcja            | 27 grudnia 2021      | Mistrzostwa Turcji            | Gaziantep | [ 68 ]        |
| 100 m stylem klasycznym   | 55,28    |    | Ilja Szymanowicz                                                                                | Białoruś          | 26 listopada 2021    | International Swimming League | Eindhoven | [ 69 ]        |
| 200 m stylem klasycznym   | 2:00,16  |    | Kiriłł Prigoda                                                                                  | Rosja             | 13 grudnia 2018      | Mistrzostwa świata            | Hangzhou  | [ 70 ]        |
| 50 m stylem motylkowym    | 21,32    |    | Noè Ponti                                                                                       | Szwajcaria        | 11 grudnia 2024      | Mistrzostwa Świata            | Budapeszt | [ 71 ] [ 72 ] |
| 100 m stylem motylkowym   | 47,71    |    | Noè Ponti                                                                                       | Szwajcaria        | 11 grudnia 2024      | Mistrzostwa Świata            | Budapeszt | [ 73 ] [ 74 ] |
| 200 m stylem motylkowym   | 1:46,85  |    | Tomoru Honda                                                                                    | Japonia           | 22 października 2022 | Mistrzostwa Japonii           | Tokio     | [ 75 ]        |
| 100 m stylem zmiennym     | 49,28    |    | Caeleb Dressel                                                                                  | Stany Zjednoczone | 22 listopada 2020    | International Swimming League | Budapeszt | [ 76 ]        |
| 200 m stylem zmiennym     | 1:48.88  |    | Léon Marchand                                                                                   | Francja           | 1 listopada 2024     | Puchar Świata                 | Singapur  | [ 77 ]        |
| 400 m stylem zmiennym     | 3:54,81  |    | Daiya Seto                                                                                      | Japonia           | 20 grudnia 2019      | International Swimming League | Las Vegas | [ 78 ]        |
| 4 × 50 m stylem dowolnym  | 1:21,80  |    | Caeleb Dressel (20,43) Ryan Held (20,25) Jack Conger (20,59) Michael Chadwick (20,53)           | Stany Zjednoczone | 14 grudnia 2018      | Mistrzostwa świata            | Hangzhou  | [ 79 ]        |
| 4 × 100 m stylem dowolnym | 3:01,66  |    | Jack Alexy (45,05) Luke Hobson (45,18) Kieran Smith (46,01) Chris Guiliano (45,42)              | Stany Zjednoczone | 10 grudnia 2024      | Mistrzostwa świata            | Budapeszt | [ 80 ]        |
| 4 × 200 m stylem dowolnym | 6:40,51  |    | Luke Hobson (1:38.91) Carson Foster (1:40.77) Shaine Casas (1:40.34) Kieran Smith (1:40.49)     | Stany Zjednoczone | 13 grudnia 2024      | Mistrzostwa świata            | Budapeszt | [ 81 ] [ 82 ] |
| 4 × 50 m stylem zmiennym  | 1:29,72  |    | Lorenzo Mora (22,65) Nicolò Martinenghi (24,95) Matteo Rivolta (21,60) Leonardo Deplano (20,52) | Włochy            | 17 grudnia 2022      | Mistrzostwa świata            | Melbourne | [ 83 ]        |
| 4 × 100 m stylem zmiennym | 3:18,68  |    | Miron Lifintsev (49.31) Kiriłł Prigoda (55.15) Andriej Minakow (48.80) Egor Kornev (45.42)      | Rosja             | 15 grudnia 2024      | Mistrzostwa świata            | Budapeszt | [ 84 ] [ 85 ] |

Legenda: e – rekord ustanowiony w eliminacjach, pf – rekord ustanowiony w półfinałach, sz – rekord ustanowiony na pierwszej zmianie sztafety, oc – rekord oczekujący na aprobatę FINA

### Kobiety
Źródło.
| Konkurencja               | Czas     |    | Zawodniczka                                                                                   | Państwo           | Data                 | Zawody                | Miejsce      | Źródło          |
| ------------------------- | -------- | -- | --------------------------------------------------------------------------------------------- | ----------------- | -------------------- | --------------------- | ------------ | --------------- |
| 50 m stylem dowolnym      | 22,83    |    | Gretchen Walsch                                                                               | Stany Zjednoczone | 15 grudnia 2024      | Mistrzostwa Świata    | Budapeszt    | [ 87 ] [ 88 ]   |
| 100 m stylem dowolnym     | 50,25    |    | Cate Campbell                                                                                 | Australia         | 26 października 2017 | Mistrzostwa Australii | Adelaide     | [ 89 ]          |
| 200 m stylem dowolnym     | 1:50,31  |    | Siobhan Haughey                                                                               | Hongkong          | 16 grudnia 2021      | Mistrzostwa świata    | Abu Zabi     | [ 90 ]          |
| 400 m stylem dowolnym     | 3:50.25  |    | Summer McIntosh                                                                               | Kanada            | 10 grudnia 2024      | Mistrzostwa Świata    | Budapeszt    | [ 91 ] [ 92 ]   |
| 800 m stylem dowolnym     | 7:57,42  |    | Katie Ledecky                                                                                 | Stany Zjednoczone | 5 listopada 2022     | Puchar Świata         | Indianapolis | [ 93 ]          |
| 1500 m stylem dowolnym    | 15:08,24 |    | Katie Ledecky                                                                                 | Stany Zjednoczone | 29 października 2022 | Puchar Świata         | Toronto      | [ 94 ] [ 95 ]   |
| 50 m stylem grzbietowym   | 25,23    |    | Regan Smith                                                                                   | Stany Zjednoczone | 13 grudnia 2024      | Mistrzostwa Świata    | Budapeszt    | [ 96 ] [ 97 ]   |
| 100 m stylem grzbietowym  | 54,02    | r  | Regan Smith                                                                                   | Stany Zjednoczone | 15 grudnia 2024      | Mistrzostwa Świata    | Budapeszt    | [ 98 ] [ 99 ]   |
| 200 m stylem grzbietowym  | 1:58,04  |    | Regan Smith                                                                                   | Stany Zjednoczone | 15 grudnia 2024      | Mistrzostwa Świata    | Budapeszt    | [ 100 ] [ 101 ] |
| 50 m stylem klasycznym    | 28,37    | pf | Rūta Meilutytė                                                                                | Litwa             | 17 grudnia 2022      | Mistrzostwa świata    | Melbourne    | [ 102 ] [ 103 ] |
| 100 m stylem klasycznym   | 1:02,36  | =  | Rūta Meilutytė                                                                                | Litwa             | 12 października 2013 | Puchar Świata         | Moskwa       | [ 104 ]         |
| 100 m stylem klasycznym   | 1:02,36  | =  | Alia Atkinson                                                                                 | Jamajka           | 6 grudnia 2014       | Mistrzostwa świata    | Doha         | [ 105 ]         |
| 100 m stylem klasycznym   | 1:02,36  | =  | Alia Atkinson                                                                                 | Jamajka           | 26 sierpnia 2016     | Puchar Świata         | Chartres     | [ 106 ]         |
| 200 m stylem klasycznym   | 2:12,50  |    | Kate Douglass                                                                                 | Stany Zjednoczone | 10 grudnia 2024      | Mistrzostwa Świata    | Budapeszt    | [ 107 ] [ 108 ] |
| 50 m stylem motylkowym    | 23,94    |    | Gretchen Walsch                                                                               | Stany Zjednoczone | 10 grudnia 2024      | Mistrzostwa Świata    | Budapeszt    | [ 109 ]         |
| 100 m stylem motylkowym   | 52,71    |    | Gretchen Walsch                                                                               | Stany Zjednoczone | 14 grudnia 2024      | Mistrzostwa Świata    | Budapeszt    | [ 110 ] [ 111 ] |
| 200 m stylem motylkowym   | 1:59,32  |    | Summer McIntosh                                                                               | Kanada            | 12 grudnia 2024      | Mistrzostwa świata    | Budapeszt    | [ 112 ] [ 113 ] |
| 100 m stylem zmiennym     | 55,11    |    | Gretchen Walsh                                                                                | Stany Zjednoczone | 13 grudnia 2024      | Mistrzostwa Świata    | Budapeszt    |                 |
| 200 m stylem zmiennym     | 2:01.63  |    | Kate Douglass                                                                                 | Stany Zjednoczone | 10 grudnia 2024      | Mistrzostwa świata    | Budapeszt    | [ 114 ] [ 115 ] |
| 400 m stylem zmiennym     | 4:15,48  |    | Summer McIntosh                                                                               | Kanada            | 14 grudnia 2024      | Mistrzostwa Świata    | Budapeszt    | [ 116 ] [ 117 ] |
| 4 × 50 m stylem dowolnym  | 1:32,50  |    | Ranomi Kromowidjojo (23,05) Maaike de Waard (23,16) Kim Busch (23,47) Femke Heemskerk (22,82) | Holandia          | 12 grudnia 2020      | Wouda Cup             | Eindhoven    | [ 118 ]         |
| 4 × 100 m stylem dowolnym | 3:25,01  |    | Kate Douglass (50.95) Katharine Berkoff (51.38) Alex Shackell (52.01) Gretchen Walsh (50.67)  | Stany Zjednoczone | 10 grudnia 2024      | Mistrzostwa Świata    | Budapeszt    | [ 119 ] [ 120 ] |
| 4 × 200 m stylem dowolnym | 7:30,13  |    | Alex Walsh (1:53,25) Paige Madden (1:53.18) Katie Grimes (1:53.39) Claire Weinstein (1:50.31) | Stany Zjednoczone | 15 grudnia 2024      | Mistrzostwa Świata    | Budapeszt    | [ 121 ] [ 122 ] |
| 4 × 50 m stylem zmiennym  | 1:42,35  |    | Mollie O’Callaghan (25,49) Chelsea Hodges (29,11) Emma McKeon (24,43) Madison Wilson (23,32)  | Australia         | 17 grudnia 2022      | Mistrzostwa świata    | Melbourne    | [ 123 ]         |
| 4 × 100 m stylem zmiennym | 3:40,41  |    | Regan Smith (54.02) Lilly King (1:03.02) Gretchen Walsh (52.84) Kate Douglass (50.53)         | Stany Zjednoczone | 15 grudnia 2024      | Mistrzostwa Świata    | Budapeszt    | [ 124 ] [ 125 ] |

Legenda: e – rekord ustanowiony w eliminacjach, pf – rekord ustanowiony w półfinałach, sz – rekord ustanowiony na pierwszej zmianie sztafety, r – 

### Sztafety mieszane
Źródło.
| Konkurencja              | Czas    |  | Zawodnicy                                                                                          | Reprezentacja     | Data            | Zawody             | Miejsce   | Źródło          |
| ------------------------ | ------- |  | -------------------------------------------------------------------------------------------------- | ----------------- | --------------- | ------------------ | --------- | --------------- |
| 4 × 50 m stylem dowolnym | 1:27,33 |  | Maxime Grousset (20,92) Florent Manaudou (20,26) Beryl Gastaldello (23,00) Melanie Henique (23,15) | Francja           | 16 grudnia 2022 | Mistrzostwa świata | Melbourne | [ 127 ] [ 128 ] |
| 4 × 50 m stylem zmiennym | 1:35,15 |  | Ryan Murphy (22,37) Nic Fink (24,96) Kate Douglass (24,09) Torri Huske (23,73)                     | Stany Zjednoczone | 14 grudnia 2022 | Mistrzostwa świata | Melbourne | [ 129 ] [ 130 ] |

Legenda: e – rekord ustanowiony w eliminacjach